# Murray (Meteorit)
Koordinaten: 36° 36′ 0″ N, 88° 6′ 0″ W
Der Murray-Meteorit, als Meteorit auch kurz Murray genannt, ist ein kohliger Chondrit mit einer Gesamtmasse von 12,6 kg, der 1950 im US-Bundesstaat Kentucky niederging. Sein Fall wurde damals direkt beobachtet.
Der Murray-Meteorit ist zu unterscheiden vom Lake-Murray-Meteorit, einem Eisenmeteoriten mit 270 kg Gesamtmasse, der um 1933 im US-Bundesstaat Oklahoma gefunden wurde.

## Nukleinbasen
Im April 2021 wurde eine neue Untersuchung dreier kohlenstoffreicher Meteoriten (Murchison, Tagish Lake und Murray) durch ein Team der Hokkaido University (Japan) veröffentlicht.
Grundsätzlich sind kohlige Chondrite als kohlenstoffreiche Meteoriten eine Fundgrube für organische Verbindungen.
Von den beiden Hauptklassen an Nukleinbasen (englisch nucleobases), Pyrimidinen und Purinen waren bisher nur Pyrimidine in Meteoritenproben nachgewiesen worden. Aufgrund verbesserter Analysemethoden gelang es nun, auch mehrere Pyrimidine in diesen Meteoriten nachzuweisen. Insbesondere sind damit alle Basen, die als Bausteine von DNA und RNA dienen, in Meteoriten nachgewiesen (die Purine Adenin und Guanin sowie die Pyrimidine Thymin, Cytosin und Uracil) sowie Isocytosin, Imidazol-4-Carbonsäure und 6-Methyluracil.
Die neu entdeckten Pyrimidine Cytosin und Thymin war in früheren Analysen nicht sicher nachzuweisen. Ein Grund könnte ihrer empfindlichere Struktur sein, so dass sie bei früheren „unsanften“ Probenextraktionen mit heißer Ameisensäure abgebaut wurden, was beim neuen schonenderen Verfahren („Cold Brew“) mit kaltem Wasser und Ultraschall vermieden wird.
Da die drei Meteoriten erst vor kurzem auf unserem Planeten eingeschlagen hatten, ist die Wahrscheinlichkeit gering, dass die gefundenen Nukleinbasen aus irdischer Kontamination (siehe auch Stoffreinheit §Verunreinigung) stammen. Man vermutet, dass sie durch photochemische Reaktionen im Weltraum wahrscheinlich bereits vor der Entstehung des Sonnensystems entstanden.
Während des Großen Meteoritenbombardements der Erde im Hadaikum vor etwa 4,0 bis 3,8 Milliarden Jahren könnte so eine Vielzahl dieser Bausteine durch Meteoriteneinschläge auf unseren Planeten gelangt sein und so zur Entstehung des Lebens (Abiogenese) beigetragen haben.
Weitere Einblicke in diese Idee erhofft man sich von den Probenmissionen zu den Asteroiden Ryugu (Hayabusa 2) und Bennu (OSIRIS-REx), die nicht kontaminierte Proben von Asteroidenmaterial zur Erde zurückbringen sollen.